# Thomaschristen

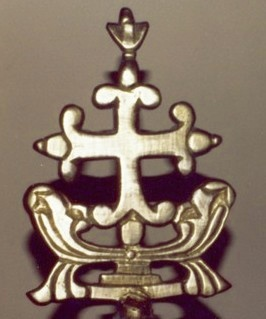
St.-Thomas-Kreuz

Thomaschristen sind die Angehörigen indischer christlicher Kirchen, die ihre Geschichte auf eine Erstmission durch den Apostel Thomas zurückführen und heute insgesamt etwa sieben Millionen Mitglieder zählen. Dies sind hauptsächlich:
- die katholische syro-malabarische Kirche,
- die „Metropolie von Malabar und Ganz Indien“ der Assyrischen Kirche des Ostens,
- die autokephale malankarische orthodox-syrische Kirche,
- die malankarische syrisch-orthodoxe Kirche als „Katholikat von Indien“ der syrisch-orthodoxen Kirche,
- die katholische syro-malankarische Kirche und
- die protestantisch-anglikanisch orientierte Mar-Thoma-Kirche.

Thomaschristen haben wie andere Religionsgemeinschaften in Indien eine eigene alte Tradition von Meditationspraktiken (Dhyanam).

## Namen
Die Bezeichnung „Thomaschristen“ hat keinen amtlichen Charakter. Ihr Alter ist nicht genau bekannt. Die Benennung entspringt dem lokalen Thomas-Kult, der mit der Verehrung eines Apostelgrabes verbunden ist. Der als Indiens Erstmissionar verehrte Apostel Thomas gilt in der Folge auch als Begründer eines apostolischen Bischofsstuhles (Kathedra) in Indien. Einheimische Christen und Kirchenführer ziehen daraus Konsequenzen für ihre Stellung und Rechte in der Gesamtchristenheit und innerhalb der eigenen kirchlichen Konfession. Aus der Behauptung eigenständiger Apostolizität ergeben sich Spannungen und Autonomieforderungen, die bis zu Kirchenspaltungen führen.
Einheimische Namen sind Nasranikkal („Nazranis“) und Suryanikkal („syrische Christen“).

## Gründung
Der Apostel Thomas verließ nach lokaler Thomas-Hagiographie Jerusalem etwa im Jahr 40 n. Chr. und kam – nachdem er eine Zeit lang im Mittleren Osten (heute Iran, Irak, Afghanistan und Belutschistan) evangelisiert hatte – um das Jahr 52 nach Nordindien. Dort reiste Thomas einer späteren Legende zufolge entlang der südwestlichen Küste Indiens (damals Malabar, heute der Bundesstaat Kerala) und gelangte schließlich nach Madras (heute: Chennai im Bundesstaat Tamil Nadu) an der Koromandelküste, wo ihn ein Speer tödlich getroffen habe. Über der ihm zugeschriebenen Grabstätte wurde dort (heute St. Thomas Mount) 1547 eine Kirche errichtet, in der sich ein Kreuz mit einer mittelpersischen Inschrift aus dem 8./9. Jahrhundert befindet. Die bekanntere Verehrung von Thomas-Reliquien in Edessa wird mit der Überführung eines Großteils seiner Gebeine dorthin im 3. Jahrhundert erklärt. Die alten christlichen Kirchen Indiens betrachten Thomas bis heute als ihren Gründer und spirituellen Vater und bezeichnen sich als „Töchter des hl. Thomas“.
Selbst wenn die Gründungsgeschichte, wie viele andere apostolische Gründungen auch, legendär ist, so ist doch das Christentum in Indien älter als viele Kirchen in Europa. Im dritten Jahrhundert überlagerte in Syrien/Mesopotamien die Thomastradition die ältere Addaitradition. Etwa zur gleichen Zeit entstanden die Thomasakten, die von einer Missionsreise nach Indien, allerdings der Beschreibung nach dem Norden des Landes, das heutige Afghanistan und Belutschistan, berichten. Seit dem 4. Jahrhundert ist die Indientradition bei den Kirchenvätern verbreitet. In der Mitte des 6. Jahrhunderts fand der als Kosmas Indikopleustes bekannte alexandrinische Reisende Christen in Südindien vor.
Als außerhalb des römischen Reiches und jenseits des „islamischen Gürtels“ gelegene Kirche hatten diese indischen Christen über Jahrhunderte kaum Kontakt zur Reichskirche oder gar zur römischen Kirche und entwickelten ein eigenständiges Kirchenleben in Gemeinschaft mit dem Katholikos der ostsyrischen „Kirche des Ostens“ von Seleukia-Ktesiphon (später in Bagdad bzw. Mosul). Ihre traditionelle gottesdienstliche Ordnung wird dem Ostsyrischen Ritus zugerechnet und wurde bis in die Neuzeit in syrischer Sprache gefeiert.
Angeblich bereits im Jahre 345, jedenfalls vor dem achten Jahrhundert, soll es unter einem Kaufmann Thomas von Kana zur Ansiedlung und Privilegierung christlich-syrischer Einwanderer in Cranganore gekommen sein. Im Zuge dessen erlangten die Thomas-Christen Indiens einen eigenen, aus Persien bzw. Mesopotamien entsandten Metropoliten, der in der Rangfolge der ostsyrischen Kirche an zehnter Stelle stand. Diesem stand wie üblich ein „Archidiakon“ (trotz des Namens ein Presbyter/Priester) als eine Art Generalvikar zur Seite. Da die ostsyrischen „Metropoliten von Ganz Indien“ als Auswärtige die Landessprache Malayalam kaum beherrschten, mussten sie sich für gewöhnlich mit der Rolle einer Art Weihbischof begnügen, während die tatsächliche Kirchenleitung durch einen Einheimischen ausgeübt wurde, der als „Erzdiakon von Indien“ firmierte und in Südindien wie ein fürstlicher Ethnarch des christlichen Bevölkerungsanteils amtierte.
Etwa um das Jahr 720 unterstellten sich die Thomas-Christen in Malabar dem ostsyrischen Katholikos von Seleukeia-Ktesiphon (später: Bagdad). Bischöfe werden fortan von Seleukeia-Ktesiphon (später: Bagdad) gesandt. Die tatsächliche Verwaltung der Kirchenprovinz Malabar lag jedoch in den Händen von einheimischen Erzdiakonen.

## Kolonialismus

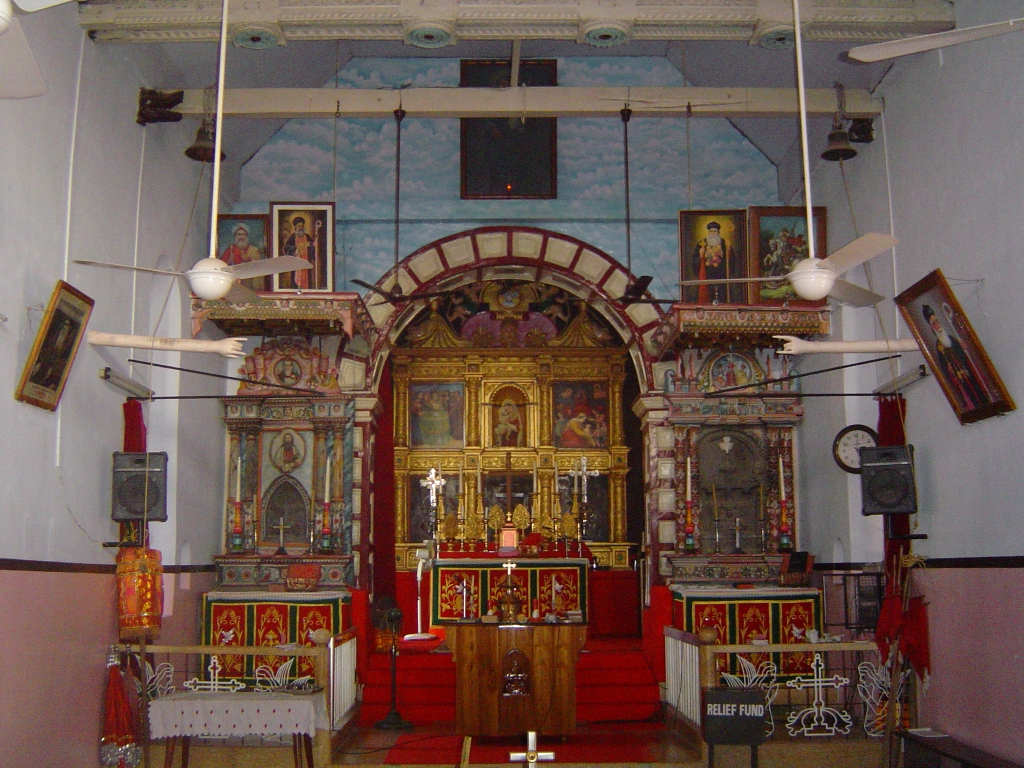
Das Innere der Valia Palli (Große Kirche) in Kottayam

Als 1498 die nach neuen Handelswegen suchenden Portugiesen nach Indien kamen, fanden sie zu ihrer Überraschung dort christliche Gemeinden vor. Obwohl die Portugiesen zunächst sehr erfreut waren, Christen in Indien vorzufinden, und von den Thomaschristen als Brüder begrüßt wurden, begann nach wenigen glücklichen Jahrzehnten, insbesondere mit Einsetzen der Gegenreformation, die Jahrhunderte währende Zeit einerseits der Fremdbestimmung und der Latinisierung von Gottesdienst und Frömmigkeitsformen, anderseits des Widerstandes Einheimischer dagegen mit dem Ergebnis, dass sich die indisch-ostkirchliche Christenheit in mehrere Gruppen aufspaltete.

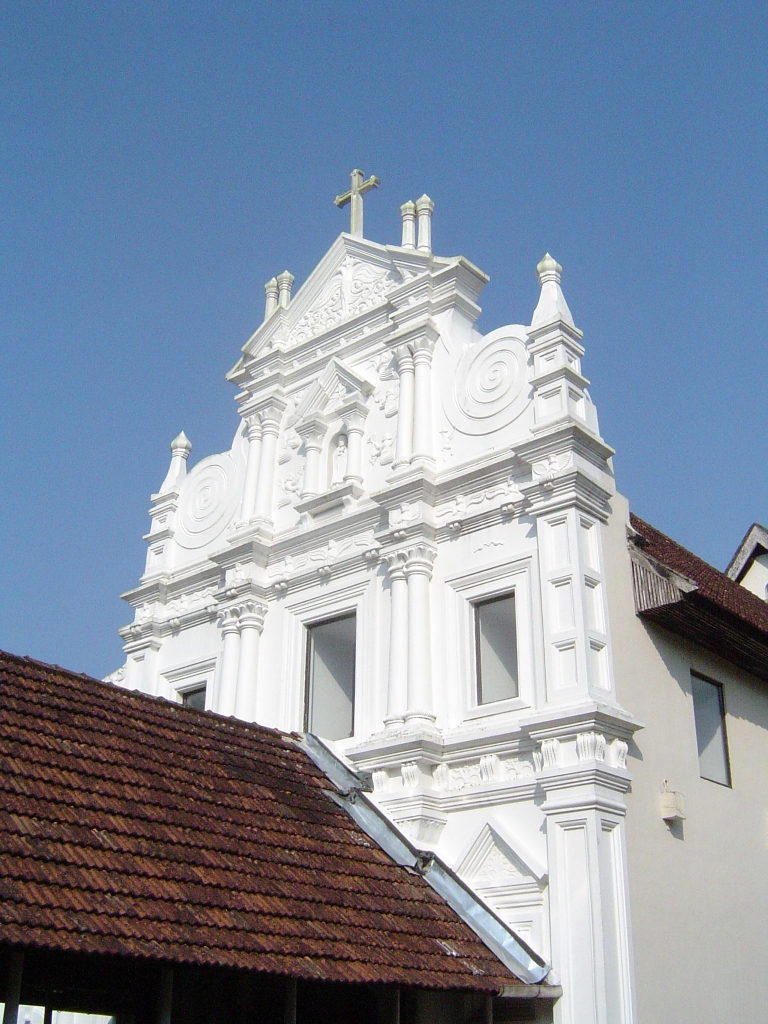
Cheria Pally (Kleine Kirche) in Kottayam (1579)

Legitimiert durch das Padroado-System und mit militärischer Gewalt, die auch vor Bischofsentführungen und Seeblockaden nicht Halt machte, begannen die portugiesischen Kolonisatoren, die Thomas-Christen unter die Hoheit von Bischöfen des lateinischen Ritus zu bringen. 
1553 spaltete sich die ostsyrische „Kirche des Ostens“ in einen autokephal bleibenden Zweig („Nestorianer“) und einen, der Gemeinschaft mit dem Papst in Rom aufnahm („Chaldäisch-katholische Kirche“).
1553 wurde die römisch-katholische Diözese Goa gegründet, deren Territorium sich vom Kap der Guten Hoffnung bis an die Grenzen Chinas erstreckte, somit Indien einschloss. Als 1597 der letzte ostsyrische „Metropolit von Indien“, der zum Katholizismus konvertierte Mar Abraham, starb, verstärkte sich der portugiesische Griff auf die Thomaschristen. Der lateinische Erzbischof von Goa, Aleixo de Menezes (1559–1617), der in Stellvertretung des portugiesischen Vizekönigs auch politischer Machthaber war, veranstaltete 1599 die Synode von Diamper mit dem Ziel, die Kirche der Thomaschristen und ihre Liturgie im Geist des römisch-katholischen Konzils von Trient zu reformieren, hier erstmals der Pflichtzölibat für Diakone und Priester eingeschlossen. 1599 wurde die ostsyrische „Metropolie von Ganz Indien“ mit Sitz in Angamaly mit einem lateinischen Bischof, Francisco Roz SJ (ordiniert 1601; † 1624), besetzt und zum Suffraganbistum des portugiesischen Metropoliten von Goa herabgestuft (1605 nach Cranganore verlegt). In den folgenden Jahrhunderten wurden fast nur noch von Goa oder Rom ernannte europäische Bischöfe bzw. Apostolische Vikare eingesetzt, welche die lokalen Traditionen wenig achteten. Das Padroado-Regime ließ nicht zu, dass auf seinen indischen Territorien noch einmal ein ostsyrischer Bischof amtierte. Die weiterhin syrischsprachige Liturgie (Messfeier) der Thomaschristen wurde zunächst nur doktrinär, dann auch in ihrer Gestaltung nach lateinischem Muster korrigiert sowie für nicht wenige nicht-eucharistische Gottesdienste Übersetzungen aus dem Lateinischen in das Syrische vorgenommen und bis weit in das 20. Jahrhundert regelmäßig liturgisch benutzt.
Die forcierte „Latinisierung“ von indischen Christen unter Missachtung ihrer ostkirchlichen Traditionen sowie der einheimischen „Archidiakone“ führte schließlich 1653 zum Bruch mit Portugal und Rom. Mit dem Schwur vom Schiefen Kreuz gelobten indische Thomaschristen am 3. Januar 1653 in Mattancherry bei Cochin, nie wieder einen portugiesischen Jesuiten-Bischof über sich zu dulden. Am 22. Mai 1653 ordinierten zwölf Priester – in einer „Notzeremonie“ ohne Mitwirkung eines Bischofs – den bisherigen Archidiakon Thomas Parambil (Thomas de Campo) als Mar Thomas I.zu ihrem kirchlichen Oberhaupt. Die Mehrheit der Thomaschristen schloss sich dem neuen Metropoliten an und verließ den lateinischen Erzbischof. Der Schwur vom schiefen Kreuz ist der Beginn der bis heute bestehenden Spaltung der indischen Christen in verschiedene kirchliche Gruppen mit unterschiedlichen Liturgien.

## Neuzeit

Geschichtliche Entwicklung und Spaltung der indischen Thomaschristen

Der größere Teil der Thomaschristen in Malabar/Malankara kehrte ab 1662, nachdem Papst Alexander VII. italienische Karmeliten zu ihrer Betreuung entsandt und für die nicht-portugiesischen Territorien Apostolische Vikare bestellt hatte, wieder zur Einheit mit der katholischen Kirche zurück. Sie wurden über Zwischenstufen zur heutigen Syro-malabarischen katholischen Kirche. Am 1. Februar 1663 wurde Chandy Parampil (Alexander de Campo; 1663–1687), ein Vetter des genannten Mar Thomas I., zum Apostolischen Vikar für Malabar erhoben und damit der erste (und bis zum 18. Jahrhundert einzige) einheimisch-indische (Titular-)Bischof der mit Rom vereinten Thomaschristen des ostsyrischen Ritus (Gruppe I).
Der kleinere, nicht-katholische Teil der Thomaschristen näherte sich in der Folge der Syrisch-Orthodoxen Kirche von Antiochien, d. h. den sogenannten Jakobiten, an, übernahm von ihr das Bekenntnis zum Konzil von Ephesos und schrittweise die Westsyrische Liturgie (Gruppe II). Sie standen in der Folge unter einem eigenen einheimischen „Metropoliten von Malankara“. Doch stellte sich für sie immer wieder das Problem der ordentlichen Ordination ihres Kirchenoberhaupts in apostolischer Sukzession. Dafür blieben sie auf die Kirche von Antiochien und von dieser nach Indien entsandte Bischöfe angewiesen, die dort aber auch ihre eigenen Gefolgschaften begründeten. Aus daraus resultierenden Streitigkeiten ging 1772 die kleine Unabhängige Syrische Kirche in Thozhiyur (Anjur, bei Trichur) hervor (Gruppe III). Während der britischen Kolonialherrschaft spaltete sich 1888 von den nicht-katholischen Thomaschristen des westsyrischen Ritus auch die mit der Church of England unierte Mar-Thoma-Kirche ab (Gruppe IV).
1912 wurde in Indien versucht, die Bedeutung der Thomaschristen innerhalb des antiochenischen Patriarchats dadurch aufzuwerten, dass ein nach Autonomie strebender Zweig der Kirche in Malankara das im 19. Jahrhundert erloschene Amt des „Maphrians“, d. h. des „Katholikos des Ostens“ (ehemals zweithöchster Würdenträger der syrisch-orthodoxen Kirche; Amtsname: Basilios), wieder aufleben ließ, in Personalunion verbunden mit dem Amt des „Metropoliten von Malankara“.
Der auf Unabhängigkeit vom antiochenischen Patriarchen bestehende indische Zweig der syrisch-orthodoxen Kirche um den einheimischen Metropoliten (Katholikos) errichtete 1934 die malankarische orthodox-syrische Kirche. Somit standen in Indien zwei syrisch-orthodoxe Jurisdiktionen einander gegenüber, die Partei des Patriarchen (Gruppe IIa: „Patriarchisten“) und die des als „Katholikos“ firmierenden Metropoliten von Malankara (Gruppe IIb). Das Schisma wurde 1964 vorläufig beendet und eine gemeinsame Hierarchie unter dem vom antiochenischen Patriarchen Ignatius Jakob III. geweihten Katholikos Mar Basilios Augen I. (1965–1975) eingerichtet. Unter Basilios Augen, der den Titel „Nachfolger auf dem Thron des Apostels Thomas“ annahm, lebten die Spannungen jedoch wieder auf. Die mit diesem Titel beanspruchte eigenständige Apostolizität wurde vom Patriarchat als Beeinträchtigung der Rechte des Apostolischen Stuhles von Antiochien verstanden. Der Konflikt verstärkte sich, als der antiochenische Patriarch 1972 einen für die auf Unabhängigkeit und Gleichberechtigung bedachten Inder nicht akzeptablen Patriarchatsassistenten entsandte. Als die syrisch-orthodoxe Synode in Damaskus 1975 Katholikos Basilios Augen des Amtes enthob und an seiner Stelle Mor Paulose Philoxenos als Baselios Paulose II. (1975–1996) zum Maphrian (Katholikos) bestellte, wurde der Bruch vollzogen. Die Anhänger des zurücktretenden Basilios Augen wählten ihrerseits Mor Basilios Marthoma Mathews I. zum Katholikos und errichteten die autokephale malankarische orthodox-syrische Kirche, während der Rest als autonome malankarische syrisch-orthodoxe Kirche unter der Oberhoheit des antiochenischen Patriarchats verblieb.
1932 nahm ein Teil der syrisch-orthodoxen Thomaschristen westsyrischer Liturgie die Kirchengemeinschaft mit Rom auf und begründete die Malankarisch-katholische Kirche (Gruppe V).
Auch unter den mit Rom unierten Thomaschristen des ostsyrischen Ritus (Gruppe I) setzte sich schließlich der Wunsch nach einheimischen Bischöfen durch. Unterstützung erfuhren sie einerseits durch die Chaldäisch-katholische Kirche, anderseits durch die autokephale Assyrische Kirche des Ostens.
Trotz lateinischer Hierarchie fortbestehende Kontakte von Thomaschristen mit den Ostsyrern beider Konfessionen in Mesopotamien wurden im 19. Jahrhundert intensiviert. Auf Bitten einer indischen Delegation weihte der katholische Patriarchal-Administrator Yohannan VIII. Hormizd 1798, ohne römische Zustimmung, in der Person des Paulus Pandari einen malabarischen Priester zum Bischof (nominell von Mar Behnam bei Mosul), de facto für den Dienst unter den Thomaschristen. Der 1861/62 unternommene Versuch, die Jurisdiktion des katholischen Patriarchats von Babylon auf Indien auszudehnen, scheiterte nicht zuletzt am Widerstand des Kuriakose Elias Chavara gegen den vom chaldäischen Patriarchen Joseph VI. Audo entsandten ostsyrisch-katholischen Bischof Thomas Rocos. Das Wirken des 1874 ebenfalls durch Joseph VI. nach Indien gesandten Bischofs Elias Mellus wurde von Rom ausdrücklich missbilligt und schließlich 1882 unterbunden. Daraufhin schloss sich 1907 ein kleinerer Teil der indischen Ostsyrer, unter Lösung der Verbindung mit dem römischen Papst, der Assyrischen Kirche des Ostens als deren indische Diözese an (Gruppe VI). Mit Mar Abdišo Thondanat († 1900) und Mar Abimalek Timotheus erhielten sie eigene Metropoliten. Unter des Letzteren Nachfolger, Mar Thomas Darmo, spaltete sich die Metropolie 1964 in Anhänger des Julianischen und solche des Gregorianischen Kalenders, deren Gruppen danach in Indien die (bis heute andauernde) Spaltung der assyrischen Mutterkirche abbildeten. Bislang nur in Indien gelang 1995 die Versöhnung von Neu- und Altkalendariern unter Katholikos-Patriarch Mar Dinkha IV.
Die katholischen Thomaschristen des ostsyrischen Ritus (Gruppe I) erhielten 1896 einheimische Bischöfe des eigenen Ritus und wurden ab 1923 innerhalb der römisch-katholischen Kirche, doch gewollt unabhängig von der Chaldäisch-katholischen Kirche, als Syro-malabarische Kirche organisiert, die seit 1992 als „Kirche eigenen Rechts“ durch den quasi-patriarchalen Großerzbischof von Ernakulam-Angamali geleitet wird.
Die meisten Gruppen der Thomaschristen sind kirchenintern noch einmal strikt geteilt in die Endogamie pflegenden „Südchristen“ (Knananiten) und die sonstigen Kirchenangehörigen („Nordchristen“).

## Heutige Kirchen

### Mit ostsyrischem Ritus
- Die syro-malabarische Kirche als Tochter- und Schwesterkirche, nicht aber Teil, der mit Rom unierten Chaldäisch-katholischen Kirche.
- Die „Metropolie von Malabar und Ganz Indien“ (Chaldean Syrian Church of the East) mit Sitz in Trichur als Teil der Assyrischen Kirche des Ostens.

### Mit westsyrischem Ritus
- Die autokephale malankarische orthodox-syrische Kirche.
- Die malankarische syrisch-orthodoxe Kirche als Untergliederung der Syrisch-Orthodoxen Kirche.
- Die kleine Unabhängige Syrische Kirche von Malabar („Thozhiyur Sabha“).
- Die mit Rom unierte syro-malankarische Kirche.
- Die Mar-Thoma-Kirche, eine Ostkirche in Kirchengemeinschaft mit der Anglikanischen Kirche und der Utrechter Union der Altkatholischen Kirchen.
- Die aus der Abspaltung von der Mar-Thoma-Kirche entstandene Evangelische St.-Thomas-Kirche von Indien.